# روهل (آلمان)
روهل (به آلمانی: Röhl) یک شهر در آلمان است که در بیتبورگ-پروم واقع شده‌است.